# Kildonan-River East
Pour les articles homonymes, voir Kildonan.
Circonscription électorale provinciale du Canada
Kildonan-River East est une circonscription électorale provinciale du Manitoba (Canada).
La circonscription inclut les quartiers de Riverbend, Rivergrove, Kildonan Drive, Valhalla et River East de la ville de Winnipeg.

## Liste des députés
| Kildonan-River East                                                          | Kildonan-River East                                                          | Kildonan-River East                                                          | Kildonan-River East                                                          | Kildonan-River East                                                          | Kildonan-River East                                                          |
| Nom                                                                          | Nom                                                                          | Parti                                                                        | Mandat                                                                       | Législature                                                                  |                                                                              |
| Circonscription issue de Kildonan, River East et une petite partie St. Johns | Circonscription issue de Kildonan, River East et une petite partie St. Johns | Circonscription issue de Kildonan, River East et une petite partie St. Johns | Circonscription issue de Kildonan, River East et une petite partie St. Johns | Circonscription issue de Kildonan, River East et une petite partie St. Johns | Circonscription issue de Kildonan, River East et une petite partie St. Johns |
| ---------------------------------------------------------------------------- | ---------------------------------------------------------------------------- | ---------------------------------------------------------------------------- | ---------------------------------------------------------------------------- | ---------------------------------------------------------------------------- | ---------------------------------------------------------------------------- |
|                                                                              | Cathy Cox                                                                    | Progressiste-conservateur                                                    | 2019 - 2023                                                                  | 42e                                                                          |                                                                              |
|                                                                              | Rachelle Schott (en)                                                         | Néo-démocrate                                                                | 2023 - présent                                                               | 43e                                                                          |                                                                              |